# Johannes Gutenberg
Johannes Gutenberg (vjerojatno *Mainz, 1397. – †Mainz, 3. veljače 1468.), njemački tiskar, izumitelj tipografije u Europi, pravim imenom Johannes Gensfleisch zum Gutenberg.
Iako su Kinezi već u 6. stoljeću rabili rezbarene drvene ploče za umnožavanje tekstova te su pokretna metalna slova korištena za tiskanje u Koreji sredinom 13. stoljeća, u Europi su se do sredine 15. stoljeća knjige umnožavale prepisivanjem rukom, što ih je činilo skupima i rijetkima. Gutenbergov izum omogućio je eksplozivno širenje znanja u renesansnoj Europi.

## Životopis

### Rani život
Gutenberg je bio najmlađi sin trgovca imena Friele Gensfleisch zur Laden, i njegove druge supruge, Else Wyrich, koja je bila kći trgovca. Prema nekim izvorima Freile je bio zlatar biskupa iz Mainza, ali je najvjerojatnije sudjelovao u trgovini tkaninom.
 
O njegovu životu i radu postoje samo fragmentirani i dijelom nesigurni podaci.
John Lienhard, povjesničar tehnologije, navodi da je Gutenberg odrastao poznavajući zlatarski zanat." Tu tvrdnju podupire i povjesničar Heinrich Wallau koji navodi kako su u 14. i 15. stoljeću njegovi potomci prisvajali nasljedni položaj majstora nadbiskupske kovačnice. Prema tome sigurno su stekli zavidno znanje i umijeće u obradi metala. Nabavljali su metal za kovanje, mijenjali različite vrste kovanice, i imali važnu ulogu na sudovima u slučajevima krivotvorenja.
Njegovo prezime proizlazi iz kuće koju su naseljavali njegov otac i preci po očevoj strani 'zu Laden, zu Gutenberg'. Kuća Gänsfleisch bila je jedna od patricijskih obitelji u gradu, koja ima zapise o precima iz 13. stoljeća. Patriciji (aristokrati) u Mainzu dobivali su često nazive prema kućama koje su posjedovali. Oko 1427. godine ime zu Gutenberg, po nazivu obiteljske kuće u Mainzu, po prvi puta je zabilježeno u upotrebi.
Godine 1411. u Mainzu je došlo do pobune protiv patricija, i više od stotinu obitelji je bilo prisiljeno odseliti. Smatra se da su Gutenbergovi tada preselili u Eltville am Rhein (Alta Villa), gdje je njegova majka naslijedila imanje. Prema povjesničaru Heinrichu Wallau, sve što se zna o mladosti jest da nije bio u Mainzu 1430. godine.  
Pretpostavlja se da je zbog političkih razloga preselio u Strassburg (Strasbourg), gdje je obitelj vjerojatno imala poznanstva.
Pretpostavlja se da je studirao na Sveučilištu u Erfurtu, gdje postoji zapis o upisu studenta pod imenom Johannes de Altavilla iz 1418. godine. Altavilla je latinski naziv za Eltville am Rhein.
Sljedećih petnaest godina ne zna se ništa o Gutenbergovu životu. U ožujku 1434. godine njegovo pismo ukazuje da je živio u Strasbourgu, gdje je imao rođake po majčinoj strani. Čini se da je bio i zlatar, član strasburške milicije. Postoje i dokazi iz 1437. godine da je učio bogate trgovce kako polirati drago kamenje, ali nije poznato gdje je on to naučio. Godine 1436/37. njegovo ime spominje se na sudu u vezi prekršenog obećanja za brak sa ženom iz Strasbourga, koja se zvala Ennelin. Je li došlo do braka, nije zapisano. Nakon očeve smrti 1419. godine spominje se u ostavinskim raspravama.

### Tiskarski stroj
Oko 1430. odlazi iz Mainza u Strassbourg, gdje ostaje, čini se, sve do 1448. baveći se brušenjem dragog kamenja i proizvodnjom ogledala. Već 1436. posjeduje tiskarski uređaj i njime vrši pokuse. 
Oko 1439. Gutenberg je bio uključen u nesretni financijski pothvat proizvodnje poliranih metalnih zrcala za koja se vjerovalo da hvataju sveto svjetlo s vjerskih relikvija, koja su trebala biti prodavana hodočasnicima u Aachen. Godine 1439. grad je namjeravao izložiti kolekciju relikvija Karla Velikog, ali je događaj odgođen za godinu dana zbog velikih poplava koje su zahvatile grad, te je namijenjeni novac potrošen. 
Kada je došlo vrijeme namirenja ulagača, Gutenberg je ulagačima povjerio "tajnu". Smatra se da je to bila ideja tiskanja pomičnim dijelovima. Legenda navodi da mu je ideja došla kao "zraka svjetlosti".
Smatra se da je u Strasbourgu 1440. Gutenberg razvio tehniku tiskanja. U Strasbourgu je živio najmanje do 1444., nakon čega ne postoje zapisi sljedeće četiri godine, sve do 1448. Od 1448. opet je u Mainzu, posuđuje novac od sestrinog supruga Arnolda Gelthusa, moguće za izradu tiskarskog stroja i pribora. U to vrijeme već je bio upoznat s tehnikom dubokog tiska ("intaglio"). Godine 1450. tiskarski stroj je u upotrebi i tiska njemačku poemu, vjerojatno prvo tiskanje. 
Uspijeva dobiti pozajmicu od 8000 guildera od trgovca Johanna Fusta. Pridružuje mu se i Peter Schöffer koji je oženio Fustovu kćer.
Radionica je bila smještena u Hof Humbrechtu, na imanju daljnjeg rođaka. Nije utvrđeno kada je osmislio projekt tiskanja Biblije, ali za taj je projekt posudio 800 guildera od Fusta i započeo rad 1452. U isto vrijeme tiskao je i ostale unosnije tekstove (vjerojatno latinske gramatike).
Godine 1455. dovršava svoj prvi tipografski rad, latinsku Bibliju na 1282 folio stranice u 2 stupca po 42 retka, tiskanu u 100-200 primjeraka, dijelom na pergamentu, dijelom na papiru ("Biblija od 42 retka"). Imitirajući u lijevnim slovima tadašnji gotički krasopis s njegovim ligaturama i kraticama, upotrijebio je za to svoje izdanje 290 različitih znakova. Međutim, Gutenberg se nije slagao s partnerom Fustom oko daljnjeg poslovnog razvoja tiskare pa ju je nakon sudskog spora izgubio. O njegovu daljnjem tiskarskom radu ništa se ne zna pouzdano, ali mu se pripisuje tiskanje izdanja "Missale speciale", "Mainzer Catholicon" i "Biblije od 36 redaka" izdane u Bambergu. Posljednje tri godine života proveo je na dvoru kneza izbornika, nadbiskupa Adolfa Nassauskog u Mainzu, živeći od nadarbine koju je uživao kao član kneževe dvorske svite. Tamo je osnovan i muzej s njegovim izloženim strojem i radionicom koja je održavana.

### Sudski spor
Tijekom godine 1456. došlo je do nesuglasica između Gutenberga i Fusta, i Fust je zahtijevao povrat novca, optužujući Gutenberga da je novac potrošio nenamjenski.
U međuvremenu je projekt Biblije porastao, pa je i Gutenbergov dug porastao na 20000 guildera. Fust ga je tužio na nadbiskupskom sudu. Na pravnom dokumentu iz studenog 1455. zabilježeno je da je postojalo partnerstvo za "projekt knjiga", čija je sredstva prema navođenju Fusta, Gutenberg potrošio za druge namjene. Sud je presudio u korist Fusta, te mu dodijelio upravljanje tiskarom i pola svih do tada tiskanih Biblija.
Time je Gutenberg bankrotirao, ali čini se da je zadržao (ili ponovno pokrenuo) malu tiskarsku radnju, te sudjelovao u tiskanju Biblija u gradu Bambergu oko 1459., za što je barem nabavio tisak. Kako njegove tiskane knjige nisu sadržavale njegovo ime ili datume teško je utvrditi je li taj podatak točan, te postoje nesuglasice među povjesničarima.
Postoji mogućnost da je 300 primjeraka velikog katoličkog latinskog rječnika od 754 strane, izdanih u Mainzu 1460. ("Mainzer Catholicon") također iz Gutenbergove radionice.
Za to vrijeme Fust–Schöffer radionica je prva u Europi tiskala knjigu s imenom i datumom izdavatelja "Mainz Psalter" u kolovozu 1457., ponosno predstavljajući mehanički proces kojime je nastala, bez spominjanja Gutenberga.

### Kasni život
Godine 1462. tijekom sukoba dvaju nadbiskupa, Mainz je opustošio nadbiskup Adolf Nassauski, te je Gutenberg protjeran u egzil. Tada starac, otišao je u grad Eltville, gdje se pretpostavlja da je započeo i nadgledao novu tiskarsku radionicu braće Bechtermünze. U siječnju 1465., Gutenbergovi doprinosi su mu priznati te mu je nadbiskup Nassauski dodijelio titulu Hofmann (sudski suradnik). Titula mu je donosila stipendiju, godišnje dvorsku odoru, te 2180 litara žita i 2000 litara vina bez poreza. Smatra se da je u to vrijeme preselio natrag u Mainz, iako o tome nema podataka.
Gutenberg je umro 1468. i pokopan je u franjevačkoj crkvi u Mainzu, uglavnom neprepoznatih i nepriznatih zasluga. Crkva i groblje su kasnije uništeni, te je njegov grob zauvijek izgubljen.
Godine 1504. spominje se kao izumitelj tipografije u knjizi profesora Ivo Wittiga. Godine 1567. prvi portret Gutenberga, za koji se pretpostavlja da je rekonstrukcija iz mašte, pojavljuje se u Heinrich Pantaleonovoj biografiji poznatih Nijemaca.

## Nasljeđe
U Njemačkoj postoji brojne statue Gutenberga, a najpoznatija je ona u Mainzu, autora 
Bertel Thorvaldsen (1837), gdje se nalazi i Sveučilište Johannesa Gutenberga u Mainzu i Gutenbergov Muzej posvećen povijesti tiskanja. 
Projekt Gutenberg, najstarija digitalna knjižnica nazvana je njemu u čast. U svemiru asteroid 777 Gutemberga, nazvan je njemu u čast. 